# Cephalocera imitata
Cephalocera imitata är en tvåvingeart som beskrevs av Hesse 1969. Cephalocera imitata ingår i släktet Cephalocera och familjen Mydidae. Inga underarter finns listade i Catalogue of Life.